# Каньчуга (гмина)
Каньчуга (пол. Kańczuga) — городско-сельская гмина (волость) в Польше, входит как административная единица в Пшеворский повет, Подкарпатское воеводство. Население — 12 766 человек (на 2004 год).

## Демография
| Перепись                       | Всего   | Всего | Женщины | Женщины | Мужчины | Мужчины |
| ------------------------------ | ------- | ----- | ------- | ------- | ------- | ------- |
| Единицы                        | человек | %     | человек | %       | человек | %       |
| Население                      | 12 766  | 100   | 6550    | 51,3    | 6216    | 48,7    |
| Плотность населения (чел./км²) | 121,4   | 121,4 | 62,3    | 62,3    | 59,1    | 59,1    |

## Соседние гмины
1. Гмина Дубецко
2. Гмина Гад
3. Гмина Яворник-Польски
4. Гмина Маркова
5. Гмина Прухник
6. Гмина Пшеворск
7. Гмина Зажече